# Difusió de Rayleigh

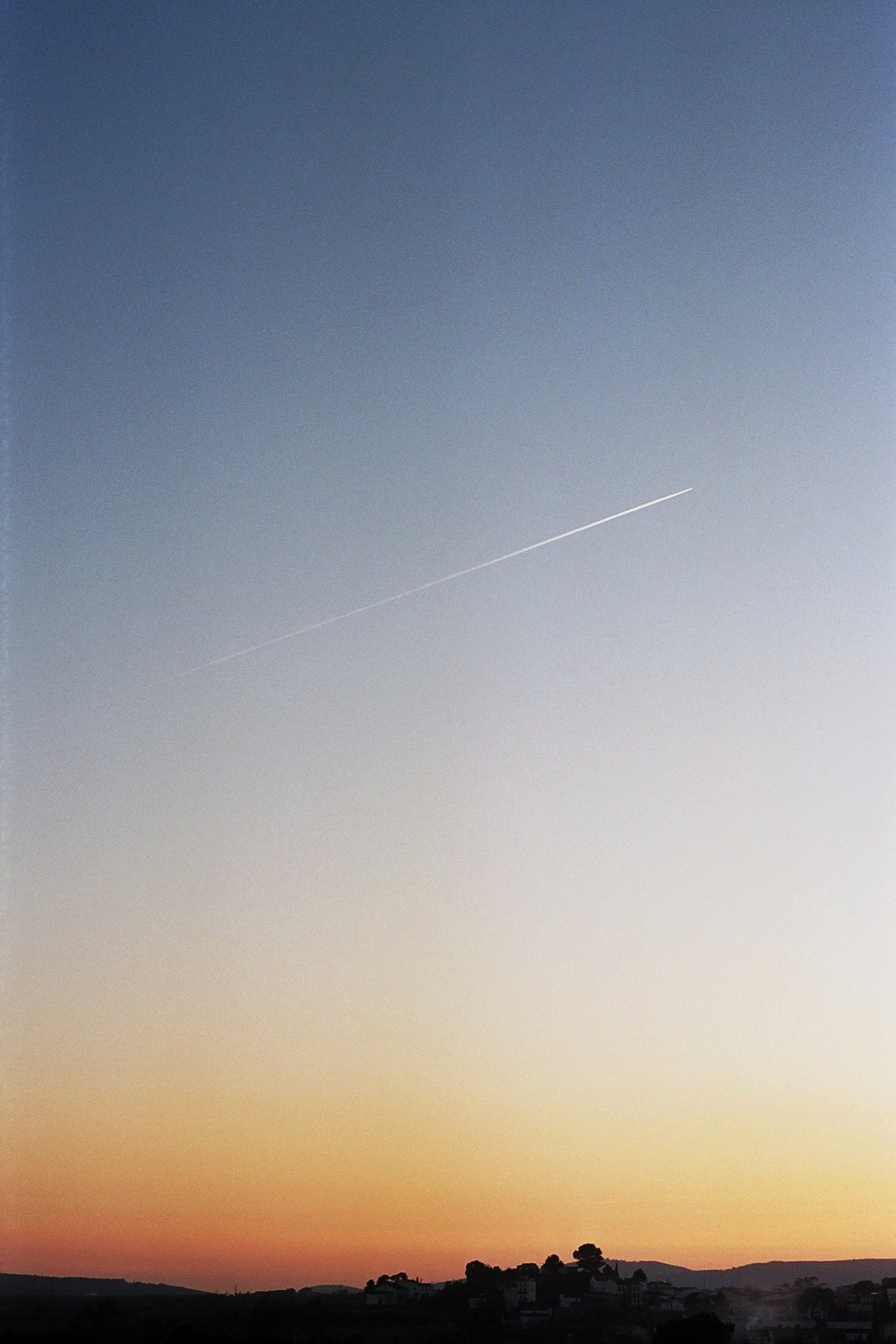
La difusió de Rayleigh és la causa del color blau del cel i també és l'origen del cel rogenc durant l'ocàs

La difusió de Rayleigh (que rep el nom en honor de Lord Rayleigh) és la difusió de llum per partícules molt més petites que la longitud d'ona de la llum. Es produeix quan la llum es propaga per medis sòlids i líquids transparents, però és molt més apreciable en els gasos. La difusió de Rayleigh de la llum solar per les partícules de l'atmosfera terrestre és una de les raons principals del color blau del cel.
La quantitat de difusió de Rayleigh que pateix un feix de llum depèn de la grandària de les partícules difusores i de la longitud d'ona de la llum. En concret, el coeficient de difusió i, per tant, la intensitat de la llum difusa, depèn inversament de la quarta potència de la longitud d'ona, relació coneguda com a «llei de Rayleigh» (~ 1/λ4). La difusió per part de partícules de grandària superior a un desè de la longitud d'ona es comporta de forma diferent i s'explica amb l'anomenada difusió de Mie, que és una explicació més general de la difusió de radiació electromagnètica.
La forta dependència de la difusió amb la longitud d'ona (~1/λ4) significa que a l'atmosfera la llum blava es difon molt més que la vermella. Això provoca que quan la llum del Sol travessa l'atmosfera la component blava es difongui molt més i d'aquesta manera hom veu llum blava de totes direccions, mentre que la part més vermella només es veu en la direcció directa del Sol. Cal remarcar, però, que la teoria de Rayleigh es desenvolupà abans de la mecànica quàntica i, per tant, no es basa en les teories més correctes de la interacció radiació-matèria; nogensmenys, la teoria de Rayleigh és una bona aproximació a la forma en què la llum és difosa per partícules molt més petites que la longitud d'ona de la llum.
La intensitat I de la llum difusa per una sola partícula d'un feix de llum monocromàtic de longitud d'ona λ i intensitat I0 és donada per:
{\displaystyle I=I_{0}(1+\cos ^{2}\theta ){\frac {8\pi ^{4}}{\lambda ^{4}R^{2}}}\left({\frac {n^{2}-1}{n^{2}+2}}\right)^{2}\left({\frac {d}{2}}\right)^{6}}
on R és la distància a la partícula, θ és l'angle de difusió, n és l'índex de refracció de la partícula (del medi) i d és el diàmetre de la partícula.
La distribució angular de la difusió, determinada pel terme (1 + cos²θ), és simètrica en el pla perpendicular a la direcció de la llum incident, per tant la difusió cap endavant és igual a la difusió cap enrere. Si integrem sobre tota una esfera obtenim la secció eficaç de difusió Rayleigh, σs:
{\displaystyle \sigma _{s}={\frac {2\pi ^{5}}{3}}{\frac {d^{6}}{\lambda ^{4}}}\left({\frac {n^{2}-1}{n^{2}+2}}\right)^{2}}
El coeficient de difusió de Rayleigh per a un grup de partícules difusores és igual al nombre de partícules per unitat de volum, N, per la secció eficaç.

## Història
En 1869, mentre s'intentava determinar si quedava algun contaminant en l'aire purificat que usava per als experiments infrarojos, John Tyndall va descobrir que la llum brillant que es dispersava de les partícules nanoscòpiques tenia un lleuger tint blau. Va conjecturar que una dispersió similar de la llum solar li va donar al cel la seva radiació difusa del cel to blau, però no va poder explicar la preferència per la llum blava, ni la pols atmosfèrica podria explicar la intensitat del color del cel.
El 1871, Lord Rayleigh va publicar dos articles sobre el color i la polarització de la llum del cel per quantificar l'efecte Tyndall en gotes d'aigua en termes de volums de partícules diminutes i índexs de refracció. En 1881, amb el benefici de la prova de la naturalesa electromagnètica de la llum de James Clerk Maxwell de 1865, va demostrar que les seves equacions es derivaven de l'electromagnetisme. En 1899, va demostrar que s'aplicaven a molècules individuals, amb termes que contenien volums de partícules i índexs de refracció reemplaçats per termes de polaritzabilitat molecular.

## Causa del color blau del cel

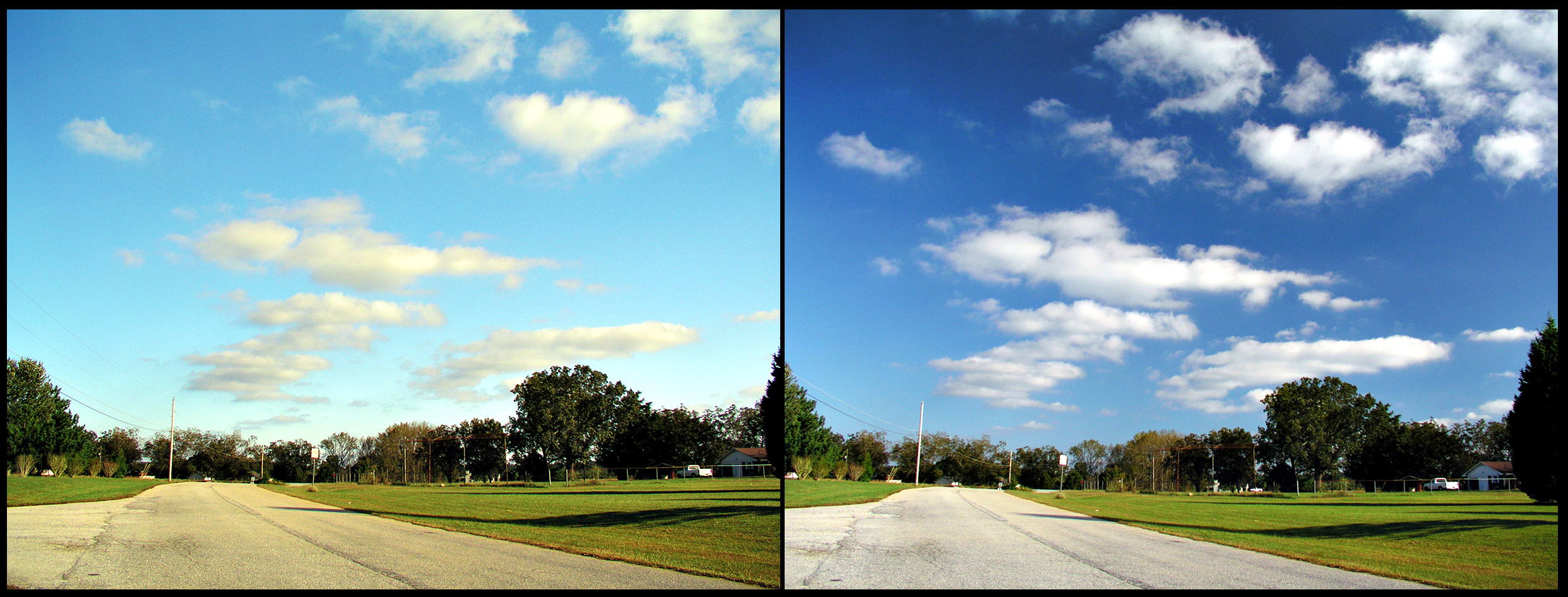
La llum blava dispersa està polaritzada. La imatge de la dreta es fa a través d'un filtre polaritzador: el polaritzador transmet llum que està polaritzada linealment en una direcció específica.

La forta dependència de la longitud d'ona de la dispersió (~λ−4) significa que les longituds d'ona més curtes (blau) es dispersen amb més força que les longituds d'ona més llargues (vermell). Això fa que la llum blava indirecta prové de totes les regions del cel. La dispersió de Rayleigh és una bona aproximació de la manera en què es produeix la dispersió de la llum en diversos medis per als quals les partícules de dispersió tenen una mida petita (paràmetre).
Una part del feix de llum que prové del Sol dispersa molècules de gas i altres petites partícules de l'atmosfera. Aquí, la dispersió de Rayleigh es produeix principalment a través de la interacció de la llum solar amb molècules d'aire situades aleatòriament. És aquesta llum dispersa la que dona al cel que l'envolta la seva brillantor i el seu color. Com s'ha dit anteriorment, la dispersió de Rayleigh és inversament proporcional a la quarta potència de la longitud d'ona, de manera que la llum violeta i blava de longitud d'ona més curta es dispersarà més que les longituds d'ona més llargues (llum groga i especialment vermella). Tanmateix, el Sol, com qualsevol estrella, té el seu propi espectre i així I0 a la fórmula de dispersió anterior no és constant, sinó que cau en la violeta. A més, l'oxigen de l'atmosfera terrestre absorbeix longituds d'ona a la vora de la regió ultraviolada de l'espectre. El color resultant, que sembla un blau pàl·lid, en realitat és una barreja de tots els colors dispersos, principalment blau i verd. Per contra, mirant cap al Sol, els colors que no es van dispersar —les longituds d'ona més llargues com la llum vermella i groga— són directament visibles, donant al Sol mateix una tonalitat lleugerament groguenca. Vist des de l'espai, però, el cel és negre i el Sol és blanc.
L'envermelliment del Sol s'intensifica quan es troba prop de l'horitzó perquè la llum que es rep directament d'ell ha de travessar més part de l'atmosfera. L'efecte augmenta encara més perquè la llum solar ha de travessar una proporció més gran de l'atmosfera més propera a la superfície de la Terra, on és més densa. Això elimina una proporció significativa de la llum de longitud d'ona més curta (blava) i de longitud d'ona mitjana (verda) del camí directe a l'observador. Per tant, la llum no dispersa restant és majoritàriament de longituds d'ona més llargues i sembla més vermella.
Part de la dispersió també pot ser de partícules de sulfat. Durant anys després de les grans erupcions plinianes, el color blau del cel s'il·lumina notablement per la càrrega persistent de sulfat dels gasos estratosfèrics. Algunes obres de l'artista J. M. W. Turner pot deure els seus colors vermells vius a l'erupció del mont Tambora en vida.
En llocs amb poca contaminació lumínica, el cel nocturn il·luminat per la Lluna també és blau, perquè la seva llum és la llum solar reflectida, amb una temperatura de color lleugerament més baixa a causa del color marronós de la Lluna. El cel il·luminat per la lluna no es percep com a blau, però, perquè a nivells de llum baixos la visió humana prové principalment de cèl·lules de bastons que no produeixen cap percepció del color (efecte Purkinje).

## Del so en sòlids amorfs
La dispersió de Rayleigh també és un mecanisme important de dispersió d'ones a sòlids amorfs com el vidre, i és responsable de l'amortiment d'ones acústiques i l'amortiment de fonons en vidres i matèria granular a temperatures baixes o no gaire altes. Això és degut al fet que en els vidres a temperatures més altes, el règim de dispersió de tipus Rayleigh queda enfosquit per l'amortiment anharmònic (normalment amb una dependència de ~λ−2 de la longitud d'ona), que es torna cada cop més important a mesura que la temperatura puja.
La dispersió de Rayleigh en gasos, estrictament parlant, és induïda per fluctuacions dipolars microscòpiques al camp electromagnètic de la llum visible. En sòlids amorfs, s'han proposat teories que argumenten que la dispersió de tipus Rayleigh sorgeix a causa de la dispersió d'ones de fluctuacions espacials macroscòpiques en el mòdul de cisellador elàstic.
Més recentment, però, s'ha derivat una dependència quàrtica de tipus Rayleigh del coeficient d'esmorteïment de la longitud d'ona del so, ~λ−4, a partir de primers principis basats en la dispersió d'ones a partir de moviments microscòpics dels àtoms o partícules (és a dir, els blocs de construcció microscòpics del sòlid), coneguts com a moviments "no afins", que són d'importància crucial per a l'elasticitat dels sòlids amorfs. L'efecte ha estat derivat per Baggioli & Zaccone i confirmat numèricament, de forma independent, per Szamel & Flenner. L'anàlisi numèrica també ha revelat que la contribució de ~λ−4 de les fluctuacions macroscòpiques del mòdul de tall és quantitativament insignificant en comparació amb la contribució de ~λ−4 de dispersió de moviments no afins. A més, la teoria microscòpica és capaç de recuperar la cruïlla de la dispersió de tipus difusiu ~λ−2 que domina en vectors d'ona més baixos al tipus Rayleigh ~λ− 4 dispersió a vectors d'ona més alts.

## En materials porosos

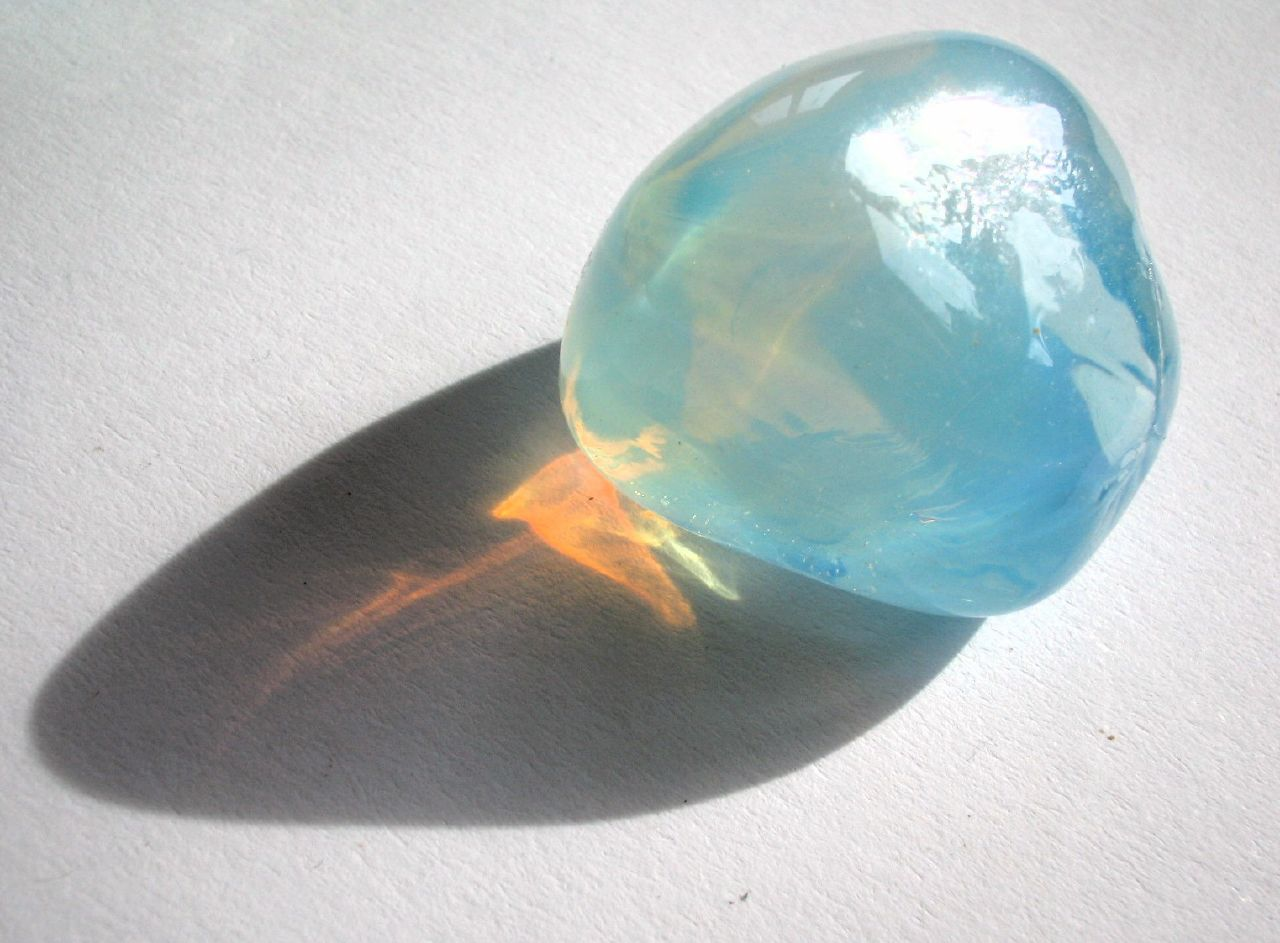
Dispersió de Rayleigh en vidre opalescent: sembla blau des d'una banda, però la llum taronja brilla a través.

La dispersió de tipus Rayleigh λ−4 també pot ser exhibida per materials porosos. Un exemple és la forta dispersió òptica dels materials nanoporosos. El fort contrast a l'índex de refracció entre els porus i les parts sòlides d'alúmina sinteritzada dona com a resultat una dispersió molt forta, amb llum que canvia completament de direcció cada cinc micròmetres de mitjana. La dispersió de tipus λ−4 és causada per l'estructura nanoporosa (una distribució estreta de la mida dels porus al voltant de ~70nm) obtinguda mitjançant sinterització pols d'alúmina monodispersiva.

## Per a més informació
- C.F. Bohren, D. Huffman, Absorption and scattering of light by small particles, John Wiley, New York 1983. Contains a good description of the asymptotic behavior of Mie theory for small size parameter (Rayleigh approximation).
- Ditchburn, R.W.. Light. 2nd.  London: Blackie & Sons, 1963, p. 582–585. ISBN 978-0-12-218101-6.
- Chakraborti, Sayan «Verification of the Rayleigh scattering cross section». American Journal of Physics, vol. 75, 9, 9-2007, pàg. 824–826. arXiv: physics/0702101. Bibcode: 2007AmJPh..75..824C. DOI: 10.1119/1.2752825.
- Ahrens, C. Donald. Meteorology Today: an introduction to weather, climate, and the environment. 5th.  St. Paul MN: West Publishing Company, 1994, p. 88–89. ISBN 978-0-314-02779-5.
- Lilienfeld, Pedro «A Blue Sky History». Optics and Photonics News, vol. 15, 6, 2004, pàg. 32–39. DOI: 10.1364/OPN.15.6.000032. Gives a brief history of theories of why the sky is blue leading up to Rayleigh's discovery, and a brief description of Rayleigh scattering.